# Henry-Gesetz
Das Henry-Gesetz (nach dem englischen Chemiker William Henry), auch Henry-Dalton-Gesetz (nach John Dalton), beschreibt das idealisierte Löslichkeitsverhalten von Gasen in Flüssigkeiten.

Die Konzentration an Teilchen in der flüssigen Phase (hier blau dargestellt) hängt vom Partialdruck ab. Eine …

Erhöhung des Außendrucks (hier durch Einpressen eines Kolbens dargestellt) führt zu einem höheren Partialdruck der Gasphase und folglich zu einer höheren Konzentration.

## Definition
Das Henry-Gesetz besagt, dass der Partialdruck eines Gases über einer Flüssigkeit direkt proportional zur Konzentration des Gases in der Flüssigkeit ist. Die Proportionalität wird ausgedrückt durch die Henry-Konstante. Das Gesetz ist mit dem Prinzip von Le Châtelier vereinbar, denn auf eine äußere Druckzunahme wird das System mit einer Verkleinerung der Teilchenzahl des Gases reagieren (den Druck vermindern und somit dem „Zwang“ ausweichen).
Es gibt viele Möglichkeiten, die Henry-Konstante zu definieren. Diese lassen sich in zwei fundamentale Typen einteilen: Eine Möglichkeit ist es, die Flüssigphase in den Zähler und die Gasphase in den Nenner zu stellen. Daraus ergibt sich die Henry-Löslichkeitskonstante {\displaystyle H_{\mathrm {s} }}. Ihr Wert steigt mit der Löslichkeit. Alternativ können Zähler und Nenner getauscht werden, woraus sich die Henry-Flüchtigkeitskonstante {\displaystyle H_{\mathrm {v} }} ergibt. Ihr Wert steigt mit der Flüchtigkeit, sinkt also mit steigender Löslichkeit. Es gibt mehrere Varianten der beiden fundamentalen Typen, da es viele Wege gibt, die Zusammensetzung der Phasen zu beschreiben, z. B. Stoffmengenkonzentration ({\displaystyle c_{\mathrm {l} }} mit Index l für engl. liquid), Molalität ({\displaystyle b}) und Stoffmengenanteil ({\displaystyle x}) für die Flüssigphase. Für die Gasphase können Stoffmengenkonzentration ({\displaystyle c_{\mathrm {g} }}) und Partialdruck ({\displaystyle p}) verwendet werden. Die exakte Variante wird im Symbol der Henry-Konstante durch zwei hochgestellte Zeichen gekennzeichnet, die sich auf Zähler und Nenner beziehen. Zum Beispiel bezeichnet {\displaystyle H_{\mathrm {s} }^{cp}} die Henry-Löslichkeitskonstante, die als {\displaystyle c/p} definiert ist.

### Henry-LöslichkeitskonstantenHs

#### Die Henry-LöslichkeitskonstanteHscp
Atmosphärenchemiker definieren die Henry-Löslichkeitskonstante meist als:
{\displaystyle H_{\mathrm {s} }^{cp}={\frac {c_{\mathrm {l} }}{p}}\;}.
Hier ist {\displaystyle c_{\mathrm {l} }} die Konzentration einer Substanz in der Flüssigphase und {\displaystyle p} ihr Partialdruck in der Gasphase unter Gleichgewichtsbedingungen.
Die SI-Einheit für {\displaystyle H_{\mathrm {s} }^{cp}} ist mol (m3·Pa)−1. Oft jedoch wird die Einheit M·atm−1 verwendet, da {\displaystyle c_{\mathrm {l} }} üblicherweise in M (1 M = 1 mol·dm−3) und {\displaystyle p} in atm (1 atm = 101325 Pa) ausgedrückt wird.

#### Die dimensionslose Henry-LöslichkeitskonstanteHscc
Die Henry-Löslichkeitskonstante kann auch als dimensionsloses Verhältnis zwischen der Flüssigphasenkonzentration {\displaystyle c_{\mathrm {l} }} und der Gasphasenkonzentration {\displaystyle c_{\mathrm {g} }} definiert werden:
{\displaystyle H_{\mathrm {s} }^{cc}={\frac {c_{\mathrm {l} }}{c_{\mathrm {g} }}}.}
Für ein ideales Gas ist die Umrechnung:
{\displaystyle H_{\mathrm {s} }^{cc}=H_{\mathrm {s} }^{cp}\cdot RT},
mit {\displaystyle R} = Gaskonstante und {\displaystyle T} = Temperatur. {\displaystyle H_{\mathrm {s} }^{cc}} ist praktisch identisch mit dem Ostwald-Koeffizient (nach Wilhelm Ostwald, Formelzeichen L, manchmal auch λ).

#### Die Henry-LöslichkeitskonstanteHsxp
Eine weitere Henry-Löslichkeitskonstante ist:
{\displaystyle H_{\mathrm {s} }^{xp}={\frac {x_{\mathrm {l} }}{p}}.}
Hier ist {\displaystyle x_{\mathrm {l} }} der Stoffmengenanteil in der Flüssigphase. Für eine verdünnte, wässrige Lösung ist die Umrechnung zwischen {\displaystyle x_{\mathrm {l} }} und {\displaystyle c_{\mathrm {l} }}:
{\displaystyle c_{\mathrm {l} }\approx x_{\mathrm {l} }{\frac {\varrho _{H_{2}O}}{M_{H_{2}O}}},}
mit {\displaystyle \varrho _{H_{2}O}} = Dichte von Wasser und {\displaystyle M_{H_{2}O}} = molare Masse von Wasser. Daraus folgt:
{\displaystyle H_{\mathrm {s} }^{xp}\approx {\frac {M_{H_{2}O}}{\varrho _{H_{2}O}}}\cdot H_{\mathrm {s} }^{cp}.}
Die SI-Einheit für {\displaystyle H_{\mathrm {s} }^{xp}} ist Pa−1. Häufig jedoch wird atm−1 benutzt.

### Henry-FlüchtigkeitskonstantenHv

#### Die Henry-FlüchtigkeitskonstanteHvpc
Oft wird die Henry-Flüchtigkeitskonstante als Quotient aus Partialdruck und Flüssigphasenkonzentration definiert:
{\displaystyle H_{\mathrm {v} }^{pc}={\frac {p}{c_{\mathrm {l} }}}\,=\,{\frac {1}{H_{\mathrm {s} }^{cp}}}.}
Die SI-Einheit für {\displaystyle H_{\mathrm {v} }^{pc}} ist Pa·m3·mol−1.

#### Die Henry-FlüchtigkeitskonstanteHvpx
Eine weitere Henry-Flüchtigkeitskonstante ist:
{\displaystyle H_{\mathrm {v} }^{px}={\frac {p}{x}}\,=\,{\frac {1}{H_{\mathrm {s} }^{xp}}}.}
Die SI-Einheit für {\displaystyle H_{\mathrm {v} }^{px}} ist Pa. Häufig jedoch wird atm benutzt.

#### Die dimensionslose Henry-FlüchtigkeitskonstanteHvcc
Die Henry-Flüchtigkeitskonstante kann auch als dimensionsloses Verhältnis zwischen Gasphasenkonzentration {\displaystyle c_{\mathrm {g} }} einer Substanz und ihrer Flüssigphasenkonzentration {\displaystyle c_{\mathrm {l} }} definiert werden:
{\displaystyle H_{\mathrm {v} }^{cc}={\frac {c_{\mathrm {g} }}{c_{\mathrm {l} }}}\,=\,{\frac {1}{H_{\mathrm {s} }^{cc}}}.}
In der Umweltchemie wird diese Konstante oft als Luft-Wasser-Verteilungskoeffizient {\displaystyle K_{AW}} bezeichnet.

## Werte der Henry-Konstanten
Einige ausgewählte Henry-Konstanten sind in der folgenden Tabelle gezeigt. Von R. Sander existiert eine regelmäßig aktualisierte, umfangreiche Sammlung von Henry-Konstanten.
| Gas | {\displaystyle H_{\mathrm {v} }^{pc}={\frac {p}{c_{\mathrm {aq} }}}} {\displaystyle \left({\tfrac {\mathrm {L} \cdot \mathrm {atm} }{\mathrm {mol} }}\right)} | {\displaystyle H_{\mathrm {s} }^{cp}={\frac {c_{\mathrm {aq} }}{p}}} {\displaystyle \left({\tfrac {\mathrm {mol} }{\mathrm {L} \cdot \mathrm {atm} }}\right)} | {\displaystyle H_{\mathrm {v} }^{px}={\frac {p}{x}}} {\displaystyle \left(\mathrm {atm} \right)} | {\displaystyle H_{\mathrm {s} }^{cc}={\frac {c_{\mathrm {aq} }}{c_{\mathrm {gas} }}}} |
| --- | --- | --- | ------------------------------------------------------------------------------------------------ | ------------------------------------------------------------------------------------- |
| O2  | 770 | 1.3e-3 | 4.3e4                                                                                            | 3.2e-2                                                                                |
| H2  | 1300 | 7.8e-4 | 7.1e4                                                                                            | 1.9e-2                                                                                |
| CO2 | 29 | 3.4e-2 | 1.6e3                                                                                            | 8.3e-1                                                                                |
| N2  | 1600 | 6.1e-4 | 9.1e4                                                                                            | 1.5e-2                                                                                |
| He  | 2700 | 3.7e-4 | 1.5e5                                                                                            | 9.1e-3                                                                                |
| Ne  | 2200 | 4.5e-4 | 1.2e5                                                                                            | 1.1e-2                                                                                |
| Ar  | 710 | 1.4e-3 | 4.0e4                                                                                            | 3.4e-2                                                                                |
| CO  | 1100 | 9.5e-4 | 5.8e4                                                                                            | 2.3e-2                                                                                |

Einige Beispiele (Löslichkeit in H2O) für Henry-Konstanten organischer Substanzen sind:
| Alkylbenzole (Butylbenzole – Benzol)               | {\displaystyle H_{\mathrm {s} }^{cp}} = 0,1 … 1 mol/L·bar      |
| Chlorbenzole (Hexachlorbenzol – Monochlorbenzol)   | {\displaystyle H_{\mathrm {s} }^{cp}} = 0,1 … 2 mol/L·bar      |
| Phthalsäureester                                   | {\displaystyle H_{\mathrm {s} }^{cp}} = 1000 … 2000 mol/L·bar  |
| Polycyclische aromatische Kohlenwasserstoffe (PAK) | {\displaystyle H_{\mathrm {s} }^{cp}} = 1 … 5000 mol/L·bar     |
| aliphatische Kohlenwasserstoffe (C18-C5)           | {\displaystyle H_{\mathrm {s} }^{cp}} = 0,0001 … 0,1 mol/L·bar |
| PCB                                                | {\displaystyle H_{\mathrm {s} }^{cp}(T)} = 1 … 100 mol/L·bar   |

Strenggenommen gilt das Henry-Gesetz nur bei hypothetischer Extrapolation zu verschwindenden Partialdrücken und für unendlich verdünnte Lösungen. Bei realen Lösungen müssen Fugazitäten und Aktivitäten verwendet werden. Reagiert das gelöste Gas mit dem Lösungsmittel (z. B. Kohlenstoffdioxid mit Wasser) und bildet ein Gleichgewicht, kann die effektive Henry-Konstante verwendet werden (siehe unten).

## Temperaturabhängigkeit der Henry-Konstante
Die Henry-Konstante ist bei Temperaturänderungen nicht konstant, weswegen sie manchmal auch als Henry-Koeffizient bezeichnet wird. Es gibt mehrere Ansätze diese Abhängigkeit in Formeln zu fassen, ein einfaches Beispiel ist:
{\displaystyle H_{\mathrm {s} }^{cp}=H_{\mathrm {s} }^{cp,\Theta }\cdot \exp \left(C\cdot \left({\frac {1}{T}}-{\frac {1}{T_{\Theta }}}\right)\right)}
Hierbei steht der Index {\displaystyle \Theta } für die Normtemperatur (298,15 K). Die Konstante C kann folgendermaßen interpretiert werden:
{\displaystyle C=-{\frac {\Delta _{\mathrm {solv} }H}{R}}={\frac {d\cdot \ln \left(H_{\mathrm {s} }^{cp}\right)}{d(1/T)}}}
wobei {\displaystyle \Delta _{\mathrm {solv} }H} die Lösungsenthalpie und R die Gaskonstante ist.
Nachfolgende Tabelle listet einige Konstanten C ([C] = K) für die obige Formel auf:
| Gas    | O2   | H2  | CO2  | N2   | He  | Ne  | Ar   | CO   |
| C in K | 1700 | 500 | 2400 | 1300 | 230 | 490 | 1300 | 1300 |

Es zeigt sich, dass die Löslichkeit von Gasen in Wasser bei steigender Temperatur abnimmt. Dieses beobachtet man beim Erhitzen von Wasser in einem Kochtopf, kleine Gasblasen bilden sich und steigen auf, lange bevor die Flüssigkeit siedet.

## Effektive Henry-Konstante
Die bisher aufgeführten verschiedenen Henry-Konstanten beziehen sich auf das Gleichgewicht einer Substanz in der Gasphase und derselben Substanz in der flüssigen Phase. Sie werden intrinsische Henry-Konstanten genannt. Reagiert der Stoff in der flüssigen Phase, wird das Gleichgewicht gestört und das Henry-Gesetz kann nicht mehr direkt angewendet werden. Wenn die Substanz aber in einem sich schnell einstellenden Gleichgewicht vorliegt, kann eine effektive Henry-Konstante {\displaystyle H_{s,{\text{eff}}}} definiert werden. Diese berücksichtigt die chemischen Reaktionen, indem eine totale Konzentration {\displaystyle c_{\text{tot}}} eingeführt wird. Je nach chemischer Stoffgruppe gibt es verschiedene Wege, diese zu definieren:

### Hs,efffür Aldehyde
Aldehyde können leicht hydratisiert werden, so liegt beispielsweise Formaldehyd (HCHO, Methanal) in wässriger Lösung nahezu vollständig als Methandiol {\displaystyle {\text{H}}_{2}{\text{C(OH)}}_{2}} vor:
{\displaystyle {\text{HCHO}}+{\text{H}}_{2}{\text{O}}\rightleftharpoons {\text{H}}_{2}{\text{C(OH)}}_{2}}.
Die totale Konzentration von gelöstem Formaldehyd ist demnach:
{\displaystyle c_{\text{tot}}=c({\text{HCHO}})+c({\text{H}}_{2}{\text{C(OH)}}_{2})}.
Berücksichtigt man dieses Gleichgewicht, kann eine effektive Henry-Konstante definiert werden als:
{\displaystyle H_{s,{\text{eff}}}={\frac {c_{\text{tot}}}{p({\text{HCHO}})}}={\frac {c({\text{HCHO}})+c({\text{H}}_{2}{\text{C(OH)}}_{2})}{p({\text{HCHO}})}}}.

### Hs,efffür Säuren und Basen
Säuren und Basen dissoziieren in Lösung. Ein Beispiel dafür ist die Dissoziation von Salzsäure (HCl), die in wässriger Lösung in H⁺-Ionen und Cl⁻-Ionen zerfällt:
{\displaystyle {\text{HCl}}\rightleftharpoons {\text{H}}^{+}+{\text{Cl}}^{-}}
Die totale Konzentration {\displaystyle c_{\text{tot}}} kann dann definiert werden als:
{\displaystyle c_{\text{tot}}=c({\text{HCl}})+c({\text{Cl}}^{-})},
und die effektive Henry-Konstante dementsprechend:
{\displaystyle H_{s,{\text{eff}}}={\frac {c_{\text{tot}}}{p({\text{HCl}})}}={\frac {c({\text{HCl}})+c({\text{Cl}}^{-})}{p({\text{HCl}})}}}.
Berücksichtigt man die Säurekonstante
{\displaystyle K_{a}={\frac {c({\text{H}}^{+})c({\text{Cl}}^{-})}{c({\text{HCl}})}}}, kann eine Beziehung zwischen intrinsischer und effektiver Henry-Konstanten hergestellt werden:
{\displaystyle H_{s,{\text{eff}}}=H_{s}\times \left(1+{\frac {K_{a}}{c({\text{H}}^{+})}}\right)}.
Die Umrechnung zwischen der intrinsischen und der effektiven Henry-Konstanten ist pH-abhängig. Um eine pH-unabhängige Konstante zu erhalten, kann bei starken Säuren und Basen das Produkt von intrinsischer Henry-Konstante {\displaystyle H_{s}^{\text{cp}}} und der Säurekonstanten {\displaystyle K_{s}} verwendet werden:
{\displaystyle H_{s}^{\prime }=H_{s}^{\text{cp}}\times K_{a}={\frac {c({\text{H}}^{+})\times c({\text{Cl}}^{-})}{p({\text{HCl}})}}}.
Auch wenn {\displaystyle H_{s}^{\prime }} häufig als Henry-Konstante bezeichnet wird, gilt es zu beachten, dass es sich um eine separate Größe mit anderen Einheiten als {\displaystyle H_{s}^{\text{cp}}} handelt.

## Anwendung im Tauchsport
Mit dem relativ einfachen Henry-Gesetz lässt sich die Dekompressionskrankheit bei Tauchern erklären. Der Umgebungsdruck nimmt um etwa 1 bar pro 10 Meter Wassertiefe zu. Mit zunehmendem Partialdruck löst sich mehr Stickstoff zunächst im Blut, das ihn in die Peripherie transportiert. Dort diffundiert er vorzugsweise in Kompartimente mit hohem Fettanteil. Erfolgt das Auftauchen zu schnell bzw. ohne die evtl. notwendigen Dekompressionspausen, so ist die Rückdiffusion von Stickstoff (Gewebe → Blut → Lunge → Wasser) zu langsam, sodass er ausperlt. Findet dies im Gewebe statt, spricht man von Bends (Gelenkschmerzen), im Lungenkreislauf von Chokes (Atemproblemen) oder bei Blasenbildung in Arterien, die Hirn- oder Rückenmark versorgen, von Staggers (neurologischen Symptomen).